# Ніколаєв Вадим Юрійович
Вади́м Ю́рійович Нікола́єв (нар. 7 травня 1999, Гармаки, Барський район, Вінницька область  — 24 лютого 2023, Бахмут, Донецька область) — старший солдат військової частини А3008 Західного ОТО Національної гвардії України, такелажник евакуаційного відділення взводу технічного обслуговування озброєння та військової техніки батальйону оперативного призначення. Учасник російсько-української війни.

## Життєпис
Вадим Ніколаєв народився 7 травня 1999 року у селі Гармаки Барського району Вінницької області. З 2005 по 2014 рік навчався у Барському ліцеї № 4.
Після закінчення школи Ніколаєв Вадим навчався у Державному навчальному закладі «Барський професійний будівельний ліцей» по професії «Штукатур. Лицювальник-плиточник. Маляр» у групі № 2 (2014—2017).
6 грудня 2018 року — призваний на строкову службу до військової частини 3008 Західного оперативно-територіального об'єднання Національної гвардії України. Старший солдат Вадим Ніколаєв підписав контракт 15 жовтня 2019 року і обійняв посаду — водій-хімік відділення радіаційного, хімічного та біологічного захисту роти бойового та матеріального забезпечення. З 14 травня по 4 серпня 2020 року брав активну участь у операції Об'єднаних сил на Сході України в Донецькій та Луганській областях.
14 лютого 2023 року — переведений для подальшого проходження служби до військової частини 3017 Східного оперативно-територіального об'єднання Національної гвардії України на посаду такелажник евакуаційного відділення взводу технічного обслуговування озброєння та військової техніки 4-го батальйону оперативного призначення. Одним із основних бойових завдань підрозділу старшого солдата Ніколаєва було недопущення прориву противника в напрямку населеного пункту Бахмут. Загинув старший солдат Ніколаєв Вадим Юрійович 24 лютого 2023 року в бою, внаслідок мінометного обстрілу,зазнавши поранень несумісних з життям.
5 березня 2023 року, в храмі на честь святого Апостола і Євангеліста Іоанна Богослова села Гармаки Барського благочиння, звершено чин поховання загиблого воїна Вадима Ніколаєва.

## Вшанування пам'яті

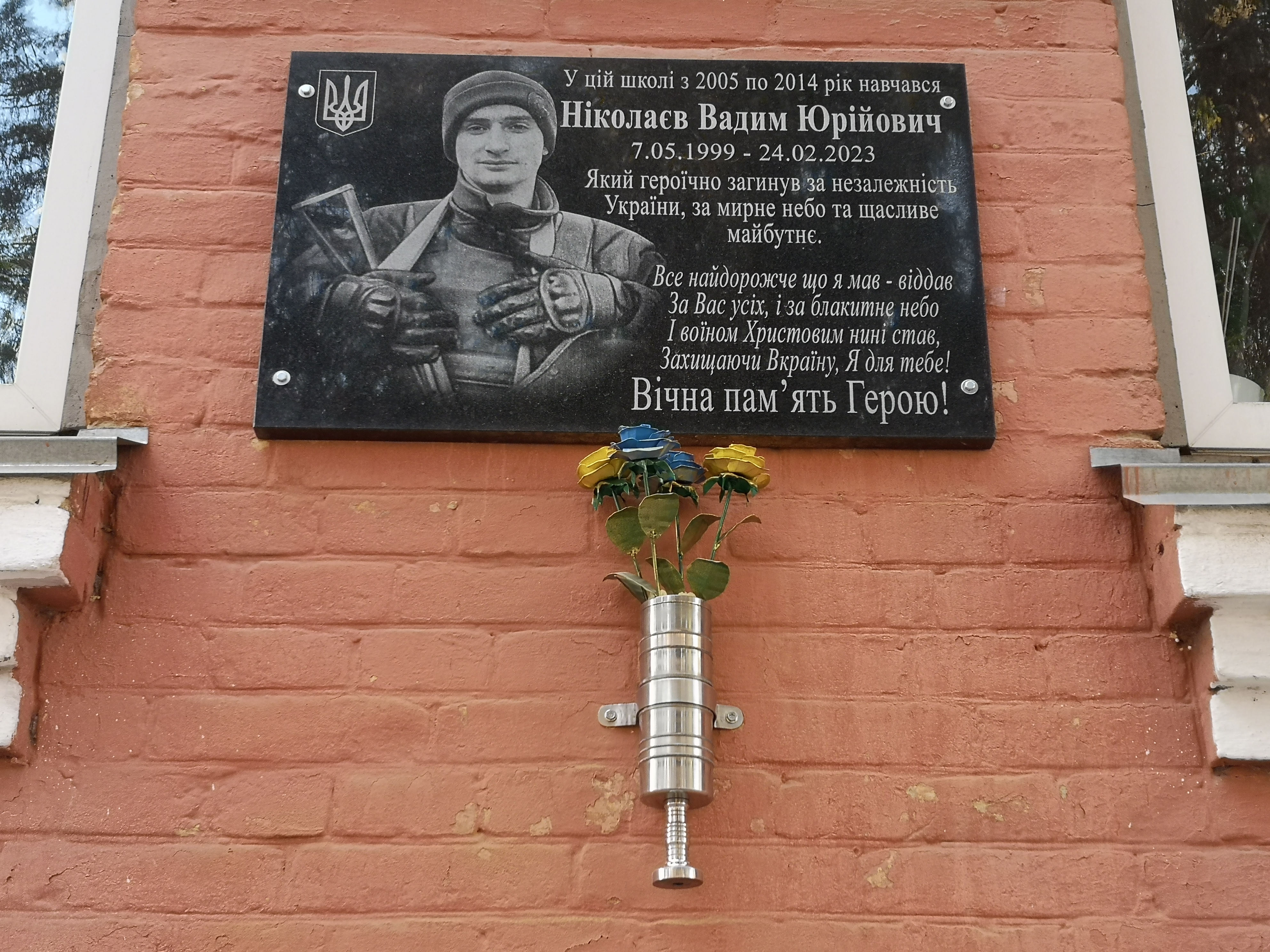
Меморіальна дошка Ніколаєву Вадиму в місті Бар

11 грудня 2023 року у Барській громаді відкрили меморіальну дошку на честь полеглого Героя на території Барського ліцею № 4.